# Warlencourt-Eaucourt
Warlencourt-Eaucourt é uma comuna francesa na região administrativa de Altos da França, no departamento de Pas-de-Calais. Estende-se por uma área de 3,71 km². Em 2010 a comuna tinha 138 habitantes (densidade: 37,2 hab./km²).